# Hérésiarque
L'hérésiarque est le dirigeant d'un mouvement hérétique ou bien la personne ayant théorisé une hérésie.
L'identification d'un hérésiarque peut être difficile du fait des pertes du temps et du fait que les écrits des hérétiques étaient détruits. Il est douteux, par exemple, que Nestorius ait eu les opinions qu'on lui prête.
La notion d'hérésiarque, comme celle d'hérétique, est relative par rapport aux mouvements.

## Hérésiarques célèbres

### Christianisme
- Paul de Samosate, créateur du modalisme ;
- Montanus, Priscille et Maximilia, fondateurs, leaders et prophètes du montanisme ;
- Marcion de Sinope, chef et fondateur du mouvement marcioniste ;
- Donatus Magnus, chef des donatistes ;
- Macédonios Ier de Constantinople, chef des pneumatomaques ;
- Nestorius, fondateur du nestorianisme ;
- Arius, qui a fondé l'arianisme ;
- Pélage, fondateur du pélagianisme ;

- Pour l'Église catholique romaine :
  - Bérenger de Tours
  - Pierre de Bruis
  - Henri de Lausanne
  - Pierre Valdo, chef des vaudois.
  - Jean Wyclif, chef des lollards.
  - Jean Hus, chef des hussites.
  - Calvin, fondateur du calvinisme ;
  - Luther, fondateur du luthéranisme ;
  - Menno Simons, prédicateur anabaptiste ;

- Pour les calvinistes
  - Jacobus Arminius, leader des arminiens

- Pour l'Église chrétienne palmarienne :
  - Grégoire XVII, chef fondateur de l'Église chrétienne palmarienne des Carmélites de la Sainte-Face ;
  - Pierre II, ancien avocat il succède à Grégoire XVII ;
  - Grégoire XVIII, succède à Pierre II, il quitte ses fonctions pour apostasie ;

### Judaïsme
- Anan ben David, fondateur du judaïsme karaïte.

### Islam
- Təbrizi, fondateur de l'hurufisme;
- Bahá'u'lláh, fondateur et leader du bahaïsme;
- Mirza Ghulam Ahmad, fondateur de l'ahmadisme;
- Wallace Fard Muhammad, fondateur de la Nation of Islam.